# Stebnícka Huta
Stebnícka Huta é um município da Eslováquia, situado no distrito de Bardejov, na região de Prešov. Tem 9,43 km² de área e sua população em 2018 foi estimada em 225 habitantes.

## Demografia
| Ano:        | 1994 | 2004   | 2014   | 2024    |
| ----------- | ---- | ------ | ------ | ------- |
| Broj ljudi: | 242  | 253    | 234    | 194     |
| Razlika:    |      | +4,54% | -7,50% | -17,09% |

| Ano:               | 2023 | 2024 |
| ------------------ | ---- | ---- |
| Número de pessoas: | 194  | 194  |
| Diferença:         |      | +0%  |